# Jean-Claude Scherrer
Jean-Claude Scherrer (ur. 20 lipca 1978 w Uznach) – szwajcarski tenisista.

## Kariera tenisowa
Zawodowym tenisistą był w latach 1998–2009, a startował głównie w zawodach gry podwójnej. W singlu najwyższą pozycję rankingową osiągnął na początku sierpnia 2004 roku - nr 220.
W grze podwójnej Szwajcar oprócz zwycięstw w turniejach rangi ITF Men's Circuit i ATP Challenger Tour osiągnął dwa finały rozgrywek ATP World Tour, w Gstaad (sezon 2006 w parze z Marco Chiudinellim) oraz w Ćennaju (sezon 2009 w parze ze Stanislasem Wawrinką). Najwyżej sklasyfikowany w zestawieniu deblistów był na 72. pozycji pod koniec lutego 2009 roku.

### Finały w turniejach ATP World Tour
| Legenda                                      |
| -------------------------------------------- |
| Wielki Szlem                                 |
| Igrzyska olimpijskie                         |
| Tennis Masters Cup / ATP Finals              |
| ATP Masters Series / ATP Tour Masters 1000   |
| ATP International Series Gold / ATP Tour 500 |
| ATP International Series / ATP Tour 250      |

#### Gra podwójna (0–2)
| Końcowy wynik | Nr | Data             | Turniej | Nawierzchnia | Partner            | Przeciwnicy             | Wynik finału |
| ------------- | -- | ---------------- | ------- | ------------ | ------------------ | ----------------------- | ------------ |
| Finalista     | 1. | 16 lipca 2006    | Gstaad  | Ceglana      | Marco Chiudinelli  | Jiří Novák Andrei Pavel | 3:6, 1:6     |
| Finalista     | 2. | 11 stycznia 2009 | Ćennaj  | Twarda       | Stanislas Wawrinka | Eric Butorac Rajeev Ram | 3:6, 4:6     |